# Moez Driss
 (novembre 2018).
Si vous disposez d'ouvrages ou d'articles de référence ou si vous connaissez des sites web de qualité traitant du thème abordé ici, merci de compléter l'article en donnant les références utiles à sa vérifiabilité et en les liant à la section « Notes et références ».
Moez Driss (arabe : معز إدريس), né le 22 mars 1970 à Tunis, est un homme d’affaires et un dirigeant du sport tunisien.
Il préside le club omnisports de l'Étoile sportive du Sahel de 2006 à 2009. Il est président du groupe Joossoor.

## Biographie
Il occupe plusieurs postes au sein de l'Étoile sportive du Sahel — membre du bureau directeur en 1995-1996 et vice-président en 1996-2000 — avant d'être élu à la présidence en 2006 à l'âge de 36 ans.
Durant sa présidence, l'équipe de football remporte le championnat de Tunisie 2006-2007, la coupe de la confédération 2006, la Ligue des champions de la CAF 2007 et la Supercoupe de la CAF 2008.  En décembre 2007, l'effectif atteint la demi-finale de la coupe du monde des clubs de la FIFA, après avoir battu les Mexicains de Pachuca (1-0).
L'ère Driss est aussi marquée par le limogeage de Faouzi Benzarti après avoir gagné le championnat, et son remplacement par Bertrand Marchand, et une élimination précoce en Ligue des champions de la CAF contre le Dynamos FC, qui conduisent à sa démission. 
En octobre 2018, Moez Driss parraine la joueuse de tennis professionnelle Ons Jabeur,.  